# Serrat de les Set Creus
El Serrat de les Set Creus és una muntanya de 818 metres que es troba al municipi de Pinell de Solsonès, a la comarca catalana del Solsonès.